# Lisa Pollak
Lisa Pollak (* etwa 1970) ist eine US-amerikanische Journalistin. Sie gewann 1997 den Pulitzer-Preis für Feature Writing.

## Werdegang
Ihren ersten professionellen Zeitungsartikel veröffentlichte sie 1985 als High-School-Schülerin in Bloomfield Hills, Michigan, einen Bericht über eine Tu-biSchevat-Baumpflanzungszeremonie für die Detroit Jewish News. Sie erwarb einen Bachelor of Arts in American Culture an der University of Michigan, Ann Arbor. Während dieser Zeit schrieb sie für die Studentenzeitung The Michigan Daily. Nach ihrem Abschluss im Jahr 1990 erwarb sie 1992 einen Master-Abschluss in Journalismus an der Medill School of Journalism der Northwestern University. Von 1992 bis 1994 arbeitete sie als Reporterin für The Charlotte Observer und danach bis 1996 für The Raleigh News and Observer. Für die letztgenannte Arbeit erhielt sie 1995 den Ernie Pyle Award for Human Interest Writing.
Pollack war von 1996 bis 2004 Reporterin für die Baltimore Sun. Sie erhielt 1996 den Pulitzer-Preis für ihre Baltimore Sun-Geschichte „The Umpire’s Son“ über die Familie des Baseball-Schiedsrichters John Hirschbeck, dessen Sohn 1993 im Alter von 8 Jahren an Adrenoleukodystrophie (ALD) starb. In der Pulitzer-Zitat hieß es, die Auszeichnung sei „für ihr fesselndes Porträt einer Baseball-Schiedsrichterin, die den Tod eines Sohnes ertragen musste, obwohl sie wusste, dass ein anderer Sohn an der gleichen tödlichen genetischen Krankheit leidet.“
Von 2004 bis 2013 war Pollak Produzent und Reporter für This American Life. Derzeit ist sie unabhängige Journalistin und außerordentliche Professorin an der Columbia University Graduate School of Journalism.

### Privatleben
Pollak ist mit dem Journalisten Chuck Salter verheiratet.